# Sinogastromyzon namnaensis
Sinogastromyzon namnaensis är en fiskart som beskrevs av Nguyen 2005. Sinogastromyzon namnaensis ingår i släktet Sinogastromyzon och familjen grönlingsfiskar. IUCN kategoriserar arten globalt som otillräckligt studerad. Inga underarter finns listade i Catalogue of Life.